# Cryphaeus
Cryphaeus (лат.) — род жуков-чернотелок из подсемейства Tenebrioninae.

## Описание
Усики с трёхчлениковой булавой; основание переднеспинки двувыемчатое. Голова самца с двумя рожками.

## Систематика
В составе рода:
- Cryphaeus albopilosus
- Cryphaeus amurensis
- Cryphaeus bicornutus
- Cryphaeus boleti
- Cryphaeus cavifrons
- Cryphaeus cornutus